# Élections législatives de 1928 dans l'Aisne
Les élections législatives françaises de 1928 se déroulent les 22 et 29 avril 1928. Dans le département de l'Aisne, sept députés sont à élire dans le cadre de sept circonscriptions.

## Élus
|   | Circonscription | Député élu                |  | Parti |
| - | --------------- | ------------------------- |  | ----- |
| + | Château-Thierry | Henri Guernut             |  | IDG   |
| + | Laon-1          | Henri Rillart de Verneuil |  | FR    |
| + | Laon-2          | Léon Accambray            |  | PRRRS |
| + | Saint-Quentin-1 | Eugène Tricoteaux         |  | SFIO  |
| + | Saint-Quentin-2 | Jean-Charles Deguise      |  | SFIO  |
| + | Soissons        | Georges Monnet            |  | SFIO  |
| + | Vervins         | Albert Hauet              |  | PRRRS |

## Résultats

### Analyse

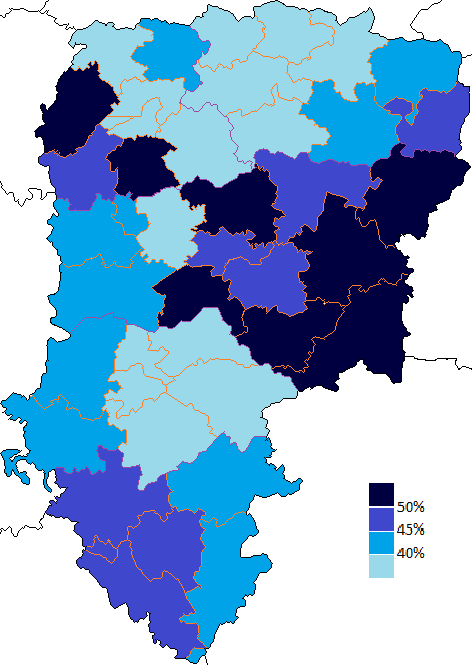
Résultats électoraux de la droite parlementaire au premier tour par canton.
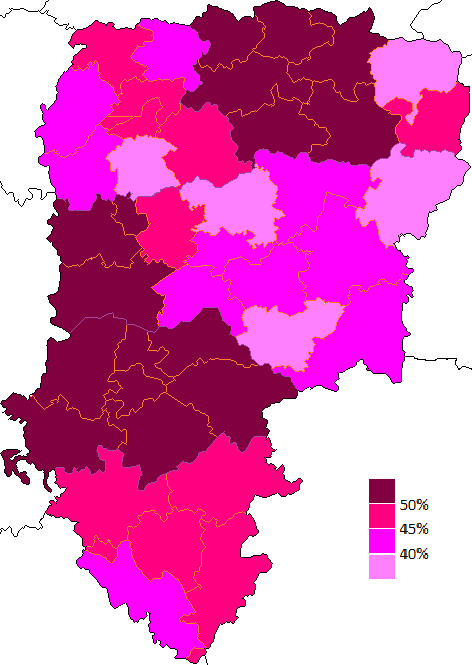
Résultats électoraux du Cartel des gauches au premier tour par canton.

### Résultats à l'échelle du département
| Parti          | Parti                  | Premier tour | Premier tour | Second tour | Second tour | Sièges |
| Parti          | Parti                  | Voix         | %            | Voix        | %           | Sièges |
| -------------- | ---------------------- | ------------ | ------------ | ----------- | ----------- | ------ |
|                | PRRRS                  | 31 064       | 26,29        | 23 255      | 23,25       | 2      |
|                | SFIO                   | 20 254       | 17,14        | 24 193      | 24,19       | 3      |
|                | IDG                    | 4 811        | 4,07         | 6 781       | 6,78        | 1      |
|                | PRS                    | 588          | 0,50         | 18          | 0,02        | 0      |
|                | Gauche parlementaire   | 56 717       | 47,99        | 54 247      | 54,24       | 6      |
|                |                        |              |              |             |             |        |
|                | FR                     | 40 293       | 34,10        | 35 289      | 35,28       | 1      |
|                | Rad. indep.            | 5 947        | 5,03         | 5 889       | 5,89        | 0      |
|                | Rép. de g.             | 2 790        | 2,36         | 8           | 0,01        | 0      |
|                | Droite parlementaire   | 49 030       | 41,49        | 41 186      | 41,18       | 1      |
|                |                        |              |              |             |             |        |
|                | PC                     | 12 314       | 10,42        | 4 568       | 4,57        | 0      |
|                | Bloc ouvrier et paysan | 12 314       | 10,42        | 4 568       | 4,57        | 0      |
|                |                        |              |              |             |             |        |
|                | Divers                 | 117          | 0,10         | 17          | 0,02        | 0      |
|                |                        |              |              |             |             |        |
| Inscrits       | Inscrits               | 136 220      | 100,00       | 116 535     | 100,00      |        |
| Abstentions    | Abstentions            | 16 221       | 11,91        | 14 270      | 12,25       |        |
| Votants        | Votants                | 119 999      | 88,09        | 102 265     | 87,75       |        |
| Blancs et nuls | Blancs et nuls         | 1 821        | 1,52         | 2 247       | 2,20        |        |
| Exprimés       | Exprimés               | 118 178      | 98,48        | 100 018     | 97,80       |        |

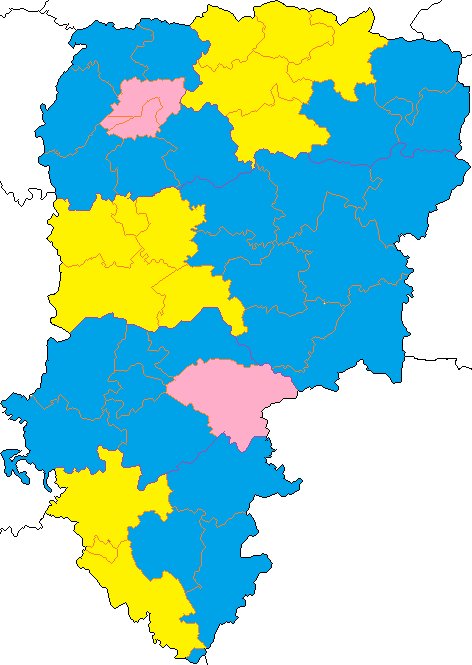
Nuance politique des candidats arrivés en tête dans chaque canton au 1er tour dans le département de l'Aisne.
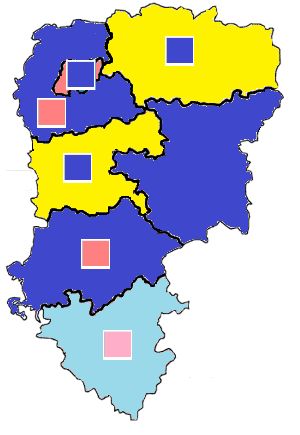
Nuance politique des candidats arrivés en tête dans chaque circonscription au 1er tour dans l'Aisne avec celle des candidats se maintenant au second tour.
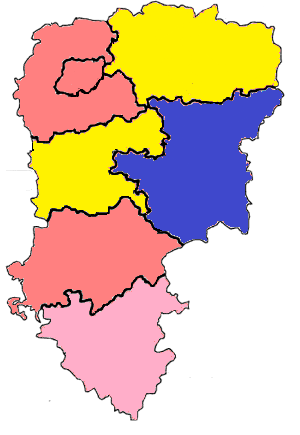
Nuance politique des députés élus dans chaque circonscription au 2e tour dans l'Aisne.

### Résultats par circonscription

#### Circonscription de Château-Thierry
- Député élu : Henri Guernut (IDG).

| Candidat       | Candidat          | Parti          | Premier tour | Premier tour | Second tour | Second tour |
| Candidat       | Candidat          | Parti          | Voix         | %            | Voix        | %           |
| -------------- | ----------------- | -------------- | ------------ | ------------ | ----------- | ----------- |
|                | René Hachette     | Rad. Ind.      | 4 905        | 37,50        | 5 884       | 45,04       |
|                | Henri Guernut     | IDG            | 4 811        | 36,78        | 6 781       | 51,86       |
|                | Fernand Doucedame | PRRRS          | 1 252        | 9,57         |             |             |
|                | M. Gauthier       | Rad. Ind.      | 1 042        | 7,97         |             |             |
|                | M. Lévêque        | PC             | 1 031        | 7,88         | 405         | 3,10        |
|                | Divers            | -              | 38           | 0,29         | 1           | 0,01        |
|                |                   |                |              |              |             |             |
| Inscrits       | Inscrits          | Inscrits       | 15 504       | 100,00       | 15 504      | 100,00      |
| Abstentions    | Abstentions       | Abstentions    | 2 293        | 14,79        | 2 293       | 14,79       |
| Votants        | Votants           | Votants        | 13 211       | 85,21        | 13 211      | 85,21       |
| Blancs et nuls | Blancs et nuls    | Blancs et nuls | 132          | 1,00         | 135         | 1,02        |
| Exprimés       | Exprimés          | Exprimés       | 13 079       | 99,00        | 13 076      | 98,88       |

#### Première circonscription de Laon
- Député élu : Henri Rillart de Verneuil (FR).

|                | Henri Rillart de Verneuil | FR             | 9 200  | 53,35  |  |  |
|                | Léon Nanquette            | PRRRS          | 4 467  | 25,91  |  |  |
|                | M. Lamy                   | SFIO           | 2 470  | 14,32  |  |  |
|                | Henri Decaux              | PC             | 1 106  | 6,41   |  |  |
|                |                           |                |        |        |  |  |
| Inscrits       | Inscrits                  | Inscrits       | 19 678 | 100,00 |  |  |
| Abstentions    | Abstentions               | Abstentions    | 2 161  | 10,98  |  |  |
| Votants        | Votants                   | Votants        | 17 517 | 89,02  |  |  |
| Blancs et nuls | Blancs et nuls            | Blancs et nuls | 274    | 1,56   |  |  |
| Exprimés       | Exprimés                  | Exprimés       | 17 243 | 98,44  |  |  |

#### Seconde circonscription de Laon
- Député élu : Léon Accambray (PRRRS).

| Candidat       | Candidat         | Parti          | Premier tour | Premier tour | Second tour | Second tour |
| Candidat       | Candidat         | Parti          | Voix         | %            | Voix        | %           |
| -------------- | ---------------- | -------------- | ------------ | ------------ | ----------- | ----------- |
|                | Léon Accambray   | PRRRS          | 6 866        | 40,54        | 9 435       | 55,71       |
|                | Lucien Lacambre  | FR             | 4 625        | 27,31        | 6 904       | 40,77       |
|                | M. Bouxin        | Rép. de g.     | 2 640        | 15,59        | 8           | 0,05        |
|                | Alphonse Maubant | SFIO           | 1 408        | 8,31         | Retrait     | Retrait     |
|                | Adelin Migeon    | PC             | 1 397        | 8,25         | 589         | 3,48        |
|                |                  |                |              |              |             |             |
| Inscrits       | Inscrits         | Inscrits       | 19 652       | 100,00       | 19 652      | 100,00      |
| Abstentions    | Abstentions      | Abstentions    | 2 452        | 12,48        | 2 556       | 13,01       |
| Votants        | Votants          | Votants        | 17 200       | 87,52        | 17 096      | 86,99       |
| Blancs et nuls | Blancs et nuls   | Blancs et nuls | 264          | 1,53         | 160         | 0,94        |
| Exprimés       | Exprimés         | Exprimés       | 16 936       | 98,47        | 16 936      | 99,06       |

#### Première circonscription de Saint-Quentin
- Député élu : Eugène Tricoteaux (SFIO).

| Candidat       | Candidat           | Parti          | Premier tour | Premier tour | Second tour | Second tour |
| Candidat       | Candidat           | Parti          | Voix         | %            | Voix        | %           |
| -------------- | ------------------ | -------------- | ------------ | ------------ | ----------- | ----------- |
|                | Eugène Tricoteaux* | SFIO           | 4 767        | 35,73        | 6 938       | 52,24       |
|                | Raoul Braun        | FR             | 4 517        | 33,86        | 5 334       | 40,17       |
|                | François Pourquié  | PC             | 2 591        | 19,42        | 993         | 7,48        |
|                | Hugues             | PRRRS          | 1 466        | 10,99        | 15          | 0,11        |
|                |                    |                |              |              |             |             |
| Inscrits       | Inscrits           | Inscrits       | 15 806       | 100,00       | 15 806      | 100,00      |
| Abstentions    | Abstentions        | Abstentions    | 2 189        | 13,85        | 1 871       | 12,07       |
| Votants        | Votants            | Votants        | 13 617       | 86,15        | 13 626      | 87,93       |
| Blancs et nuls | Blancs et nuls     | Blancs et nuls | 276          | 2,03         | 158         | 1,18        |
| Exprimés       | Exprimés           | Exprimés       | 13 341       | 97,97        | 13 280      | 98,82       |

#### Seconde circonscription de Saint-Quentin
- Député élu : Jean-Charles Deguise (SFIO).

| Candidat       | Candidat             | Parti          | Premier tour | Premier tour | Second tour | Second tour |
| Candidat       | Candidat             | Parti          | Voix         | %            | Voix        | %           |
| -------------- | -------------------- | -------------- | ------------ | ------------ | ----------- | ----------- |
|                | Charles Desjardins   | FR             | 7 819        | 47,25        | 8 060       | 48,36       |
|                | Jean-Charles Deguise | SFIO           | 5 148        | 31,11        | 8 512       | 51,07       |
|                | M. Dupont            | PRRRS          | 1 810        | 10,94        | Retrait     | Retrait     |
|                | M. Reymond           | PC             | 1 771        | 10,70        | 96          | 0,58        |
|                |                      |                |              |              |             |             |
| Inscrits       | Inscrits             | Inscrits       | 18 586       | 100,00       | 18 586      | 100,00      |
| Abstentions    | Abstentions          | Abstentions    | 1 807        | 9,72         | 2 046       | 9,37        |
| Votants        | Votants              | Votants        | 1 741        | 90,28        | 16 845      | 90,63       |
| Blancs et nuls | Blancs et nuls       | Blancs et nuls | 231          | 1,38         | 177         | 1,05        |
| Exprimés       | Exprimés             | Exprimés       | 16 548       | 98,62        | 16 668      | 98,95       |

#### Circonscription de Soissons
- Député élu : Georges Monnet (SFIO).

| Candidat       | Candidat          | Parti          | Premier tour | Premier tour | Second tour | Second tour |
| Candidat       | Candidat          | Parti          | Voix         | %            | Voix        | %           |
| -------------- | ----------------- | -------------- | ------------ | ------------ | ----------- | ----------- |
|                | Henri Ferté       | FR             | 5 665        | 34,83        | 7 069       | 44,15       |
|                | Georges Monnet*   | SFIO           | 4 506        | 27,75        | 8 672       | 54,16       |
|                | Fernand Marquigny | PRRRS          | 4 283        | 26,38        | Retrait     | Retrait     |
|                | Georges Heller    | PC             | 975          | 6,01         | 238         | 1,49        |
|                | M. Védrine        | PRS            | 588          | 3,62         | 18          | 0,11        |
|                | M. Guyot          | Rép. de g.     | 150          | 0,92         |             |             |
|                | Divers            | -              | 79           | 0,49         | 16          | 0,10        |
|                |                   |                |              |              |             |             |
| Inscrits       | Inscrits          | Inscrits       | 18 847       | 100,00       | 18 840      | 100,00      |
| Abstentions    | Abstentions       | Abstentions    | 2 395        | 12,71        | 2 388       | 87,29       |
| Votants        | Votants           | Votants        | 16 452       | 87,68        | 16 452      | 87,32       |
| Blancs et nuls | Blancs et nuls    | Blancs et nuls | 216          | 1,31         | 439         | 2,67        |
| Exprimés       | Exprimés          | Exprimés       | 16 236       | 98,69        | 16 013      | 97,33       |

#### Circonscription de Vervins
- Député élu : Albert Hauet (PRRRS).

| Candidat       | Candidat        | Parti          | Premier tour | Premier tour | Premier tour | Premier tour |
| Candidat       | Candidat        | Parti          | Voix         | %            | Voix         | %            |
| -------------- | --------------- | -------------- | ------------ | ------------ | ------------ | ------------ |
|                | Albert Hauet    | PRRRS          | 10 920       | 44,04        | 13 805       | 57,41        |
|                | Émile Villemant | FR             | 8 477        | 34,19        | 7 922        | 32,95        |
|                | M. Proisy       | PC             | 3 443        | 13,89        | 2 247        | 9,34         |
|                | M. Régnier      | SFIO           | 1 955        | 7,88         | 71           | 0,30         |
|                |                 |                |              |              |              |              |
| Inscrits       | Inscrits        | Inscrits       | 28 147       | 100,00       | 28 147       | 100,00       |
| Abstentions    | Abstentions     | Abstentions    | 2 924        | 10,39        | 2 924        | 10,39        |
| Votants        | Votants         | Votants        | 25 223       | 89,61        | 25 223       | 89,61        |
| Blancs et nuls | Blancs et nuls  | Blancs et nuls | 428          | 1,70         | 1 178        | 4,67         |
| Exprimés       | Exprimés        | Exprimés       | 24 795       | 98,30        | 24 045       | 95,33        |

## Rappel des résultats départementaux des élections de 1924

### Élus en 1924
Trois listes officielles s'affrontent durant cette élection — la liste d'Union républicaine nationale pour le Bloc national, la liste du bloc des gauches du parti radical, radical-socialiste et du parti socialiste pour le Cartel des gauches et la liste communiste pour la SFIC — auxquelles s'ajoutent deux listes dissidentes — la liste d'Union des gauches républicaines radicales et radicales-socialistes qui regroupe les radicaux opposés à l'alliance avec les socialistes et la liste socialiste qui regroupe les socialistes hostiles à l'alliance avec les radicaux.
| Candidat           | Candidat                  | Parti              | Premier tour | Premier tour | Moyenne par liste | Moyenne par liste | Sièges |
| Candidat           | Candidat                  | Parti              | Voix         | %            | Voix              | %                 | Sièges |
| ------------------ | ------------------------- | ------------------ | ------------ | ------------ | ----------------- | ----------------- | ------ |
|                    | Charles Desjardins        | FR                 | 40 980       | 35,83        |                   |                   | 1      |
|                    | Albert Forzy              | FR                 | 40 462       | 35,37        |                   |                   | 1      |
|                    | Henri Rillart de Verneuil | FR                 | 40 561       | 35,46        |                   |                   | 1      |
|                    | M. Landowski              | AD                 | 38 643       | 33,78        |                   |                   | 0      |
|                    | Henri Ferté               | FR                 | 39 032       | 34,12        |                   |                   | 1      |
|                    | Émile Villemant           | FR                 | 39 062       | 34,15        |                   |                   | 1      |
|                    | M. Dessin                 | AD                 | 38 910       | 34,02        |                   |                   | 0      |
|                    | M. Bouxin                 | AD                 | 38 592       | 33,74        |                   |                   | 0      |
|                    | Bloc national             | Bloc national      | 316 242      | -            | 39 530            | 34,56             | 5      |
|                    |                           |                    |              |              |                   |                   |        |
|                    | Léon Accambray            | Parti radical      | 35 988       | 31,46        |                   |                   | 1      |
|                    | Louis Ringuier            | SFIO               | 35 851       | 31,34        |                   |                   | 0      |
|                    | Henry Lamarre             | Parti radical      | 35 567       | 31,09        |                   |                   | 0      |
|                    | Léon Nanquette            | Parti radical      | 35 322       | 30,88        |                   |                   | 0      |
|                    | Fernand Doucedame         | Parti radical      | 35 364       | 30,92        |                   |                   | 0      |
|                    | Fernand Marquigny         | Parti radical      | 35 901       | 31,39        |                   |                   | 1      |
|                    | Henri Guernut             | SFIO               | 35 541       | 31,07        |                   |                   | 0      |
|                    | Eugène Tricoteaux         | SFIO               | 35 302       | 30,86        |                   |                   | 0      |
|                    | Cartel des gauches        | Cartel des gauches | 284 836      | -            | 35 605            | 31,13             | 2      |
|                    |                           |                    |              |              |                   |                   |        |
|                    | Albert Hauet              | Rad. indep         | 22 498       | 19,67        |                   |                   | 1      |
|                    | Antoine Ceccaldi          | PRRRS diss.        | 21 365       | 18,68        |                   |                   | 0      |
|                    | Frédéric Hugues           | AD                 | 20 003       | 17,49        |                   |                   | 0      |
|                    | M. Gaillard               | PRRRS diss.        | 19 900       | 17,40        |                   |                   | 0      |
|                    | Emile Dupont              | PRRRS diss.        | 20 059       | 17,54        |                   |                   | 0      |
|                    | R. Poulaine               | Rad. indep         | 19 631       | 17,16        |                   |                   | 0      |
|                    | M. Dieux                  | Rad. indep         | 19 682       | 17,21        |                   |                   | 0      |
|                    | M. Lauzel                 | PRRRS diss.        | 19 438       | 16,99        |                   |                   | 0      |
|                    | Gauche radicale           | Gauche radicale    | 162 576      | -            | 20 322            | 17,77             | 1      |
|                    |                           |                    |              |              |                   |                   |        |
|                    | Raoul Barrette            | SFIC               | 10 577       | 9,25         |                   |                   | 0      |
|                    | E. Berthelot              | SFIC               | 10 359       | 9,06         |                   |                   | 0      |
|                    | C. Bréant                 | SFIC               | 10 364       | 9,06         |                   |                   | 0      |
|                    | Ch. Floury                | SFIC               | 10 369       | 9,07         |                   |                   | 0      |
|                    | H. Girardey               | SFIC               | 10 340       | 9,04         |                   |                   | 0      |
|                    | L. Hospital               | SFIC               | 10 410       | 9,10         |                   |                   | 0      |
|                    | Ch. Menant                | SFIC               | 10 357       | 9,05         |                   |                   | 0      |
|                    | M. Dumotier               | SFIC               | 10 360       | 9,06         |                   |                   | 0      |
|                    | Gauche communiste         | Gauche communiste  | 83 136       | -            | 10 392            | 9,09              | 0      |
|                    |                           |                    |              |              |                   |                   |        |
|                    | Jean-Charles Deguise      | SFIO diss.         | 6 598        | 5,77         |                   |                   | 0      |
|                    | M. Maubant                | SFIO diss.         | 6 088        | 5,32         |                   |                   | 0      |
|                    | M. Haussy                 | SFIO diss.         | 6 019        | 5,26         |                   |                   | 0      |
|                    | M. Aubert                 | SFIO diss.         | 6 091        | 5,33         |                   |                   | 0      |
|                    | M. Grisel                 | SFIO diss.         | 5 994        | 5,24         |                   |                   | 0      |
|                    | M. Guny                   | SFIO diss.         | 5 929        | 5,18         |                   |                   | 0      |
|                    | Dr Simon                  | SFIO diss.         | 5 292        | 4,63         |                   |                   | 0      |
|                    | M. Delbarre               | SFIO diss.         | 5 961        | 5,21         |                   |                   | 0      |
|                    | Gauche socialiste         | Gauche socialiste  | 47 972       | -            | 5 997             | 5,24              | 0      |
|                    |                           |                    |              |              |                   |                   |        |
| Inscrits           | Inscrits                  | Inscrits           | 135 013      | 100,00       |                   |                   |        |
| Abstentions        | Abstentions               | Abstentions        | 18 484       | 13,69        |                   |                   |        |
| Votants            | Votants                   | Votants            | 116 529      | 86,31        |                   |                   |        |
| Blancs et nuls     | Blancs et nuls            | Blancs et nuls     | 2 146        | 1,84         |                   |                   |        |
| Exprimés           | Exprimés                  | Exprimés           | 114 383      | 98,16        |                   |                   |        |
| Quotient électoral | Quotient électoral        | Quotient électoral |              |              | 14 297            | 12,50             |        |